# Кузнечиха (Алтайский край)
Кузнечиха — село в Шипуновском районе Алтайского края. Входит в состав Ельцовского сельсовета.

## История
Основано в 1860 году. В 1928 году состояло из 56 хозяйств, основное население — русские. В административном отношении село входило в состав Ново-Терновского сельсовета Чарышского района Рубцовского округа Сибирского края.

## Население
| 1926 | 1997 | 1998 | 1999 | 2000 | 2001 |
| ---- | ---- | ---- | ---- | ---- | ---- |
| 283  | ↗490 | ↘476 | ↘466 | ↘457 | ↘437 |
| 2002 | 2003 | 2004 | 2005 | 2006 | 2007 |
| ↘400 | ↘394 | ↘393 | ↘389 | ↗396 | →396 |
| 2008 | 2009 | 2010 | 2011 | 2012 | 2013 |
| ↘390 | →390 | ↘352 | ↘349 | ↘334 | ↘309 |

### Национальный состав
Согласно результатам переписи 2002 года, в национальной структуре населения русские составляли 97 %.